# Olcnava
Olcnava é um município da Eslováquia, situado no distrito de Spišská Nová Ves, na região de Košice. Tem 15,21 km² de área e sua população em 2018 foi estimada em 1.082 habitantes.

## Demografia
| Ano:        | 1994 | 2004   | 2014   | 2024   |
| ----------- | ---- | ------ | ------ | ------ |
| Broj ljudi: | 900  | 969    | 1044   | 1015   |
| Razlika:    |      | +7,66% | +7,73% | -2,77% |

| Ano:               | 2023 | 2024   |
| ------------------ | ---- | ------ |
| Número de pessoas: | 1018 | 1015   |
| Diferença:         |      | -0,29% |